# Wig Wag
Wig Wag è un cortometraggio muto del 1911 diretto da Larry Trimble.

## Produzione
Il film, che fu prodotto dalla Vitagraph Company of America, venne girato a Cooperstown, nello stato di New York.

## Distribuzione
Distribuito dalla General Film Company, il film - un cortometraggio in una bobina - uscì nelle sale cinematografiche USA il 24 ottobre 1911.